# Катынский лес
Ка́тынский лес, или Каты́нский лес — лесной массив в 15-20 км на запад от центра Смоленска, между поселками Гнёздово (на востоке) и Катынь (на северо-западе), на правом берегу реки Днепр. В 1920—1940-х годах — место массовых расстрелов и захоронений советских и польских граждан.
На территории Катынского леса находится не менее 150 могильников, в которых захоронены от 6 до 10 тысяч советских граждан и свыше 4,4 тысячи пленных польских офицеров (последние были расстреляны весной 1940 года)
С 1998 года на части территории леса, где непосредственно проводились расстрелы и захоронения, расположен мемориальный комплекс «Катынь».

## Характер местности
Катынский лес — обширный массив, представляющий собой смешанный хвойно-лиственный лес; расположен на холмистой местности с болотами в низинах.
В исторических описаниях под Катынским лесом иногда понимают лишь урочище «Козьи Горы», непосредственно служившее местом казней. Урочище расположено между Днепром и шоссе Смоленск — Витебск. В южной части урочища, на крутом берегу Днепра, в начале 1930-х гг. была выстроена двухэтажная дача Управления НКВД с хозяйственными пристройками; от дачи на север, до шоссе, пролегала извилистая грунтовая дорога длиной около километра, с расходящимися от неё тропинками. У этой дороги, примерно в 200—300 м от шоссе и 700 м от дачи, и находится место казней с могилами польских офицеров и советских граждан. Ныне на этом участке расположен мемориальный комплекс.

## Катынский лес и НКВД
В начале XX века лес принадлежал двум польским семьям — Ледницким и Козлинским.
По словам местных жителей, расстрелы в лесу производили уже вскоре после революции. Позднее лес перешёл в ведомство ГПУ-НКВД. В начале 1930-х гг. здесь была построена так называемая «дача НКВД» — дом отдыха сотрудников этой организации. Лес был огорожен, и вход в него был строго воспрещён.
Как утверждает российский исследователь М. И. Семиряга, «в период подготовки массовых казней Катынский лес, прежде открытый для местного населения, был ограждён забором из колючей проволоки высотой в 2 м». Однако согласно свидетельству местных жителей, записанному Юзефом Мацкевичем, забор был выстроен ранее — вскоре после 1929 года. Так, местный крестьянин Иван Кривозерцев рассказывал Мацкевичу:
| Наконец, в 1929 году, не помню уж в каком месяце, приехала комиссия ГПУ, осмотрела этот лес и забрала его себе. С того времени его огородили проволокой, а со стороны дороги поставили деревянный забор и ворота. А над воротами вывеска: «Запретная зона ГПУ. Вход посторонним лицам воспрещается». |

С февраля 1940 г. территорию стерегла охрана с собаками.
В материалах советской комиссии Н. Бурденко утверждалось, что доступ в лес местным жителям был закрыт лишь с началом немецкой оккупации. Комиссия со слов местных жителей, допрашивавшихся ранее НКВД, утверждала, что до войны вход в лес был свободным, и указывала на наличие там пионерского лагеря.
В доступных (опубликованных в Польше) материалах Главной военной прокуратуры РФ наличие в Катынском лесу забора или специальной охраны вокруг него также не упоминается.
В 1940 году, во время расстрела поляков, он был обнесен 2-метровым забором из колючей проволоки и усиленно охранялся вооруженной охраной с собаками, чтобы предотвратить проникновение в него нежелательных лиц.
По словам John C. Ball со ссылкой на PAUL, ALLEN, pages 112—120, and ANDERS, W., page 19., «в феврале 1940 года начались собачьи патрули» (эти источники однако не упоминают высокий забор).

Источник katyn.codis.ru, напротив, считает, что забор был выстроен с 1936 года. Однако при этом он не ссылается ни на что. Этот источник пишет:
Густой участок Катынского леса, который с 1936 года был огорожен и окружен табличками, запрещающими вход, а в 1940 году охранялся вооруженной охраной с собаками, чтобы предотвратить проникновение посторонних лиц.
В ходе эксгумационных работ 1943 года комиссией Бутца на участке леса были обнаружены тела советских граждан в разной стадии разложения, в гражданской одежде и в военной форме различных времен, включая образцы 15-летней давности, из чего были сделаны выводы, что расстрелы производились в лесу уже примерно в 1928 году. Все они были связаны и убиты выстрелом в затылок.
Согласно информации из архивов 136 конвойного полка (конвоировавшего в Катынь, в частности, пленных поляков), 10 июля 1941 года 43 солдатам этого полка было приказано конвоировать большую группу заключённых по маршруту Смоленск — Катынь. Это, по мнению М. И. Семиряги, дает основание полагать, что расстрелы в Катыни могли продолжаться и после начала Великой Отечественной войны.

## Эксгумация могил
В конце июля 1941 г. район был занят немецкими войсками.
В марте 1942 г. польскими рабочими из расквартированного в Козьих Горах строительного взвода № 2005 по указаниям местных жителей были найдены могилы расстрелянных поляков.
Весной 1943 г. немцы провели здесь эксгумационные работы.
Вот что польский литератор Фердинанд Гетль писал о посещении Катыни 11 апреля 1943 года:
| Свернув в лес, мы остановились около огромной раскопанной ямы. Это был длинный ров, выкопанный, по-видимому, во всю длину и глубину могилы, но не охвативший её в ширину, о чём свидетельствовали торчавшие по бокам рва головы и ноги трупов, ещё оставшихся в земле. Срез по всей длине ямы наглядно свидетельствовал о том, что трупы погребались в строгом порядке и укладывались слоями, один на другой, в несколько этажей. Могила была вырыта в холмистой местности, и в её высоких частях земля была сухой, глинисто-песчаной, нижние же её части заливали грунтовые воды. Неподалёку начали раскапывать вторую могилу, где пока был виден ещё только первый слой трупов. На раскопках обеих могил работали местные жители, русские. Возле могил стоял наспех сколоченный домик, в котором работала эксгумационная группа под руководством доктора Бутца, профессора судебной медицины Вроцлавского университета. Профессор Бутц был в мундире полковника. (…) На лесной поляне неподалёку от могилы лежало около двухсот трупов, вынутых из могилы и ожидающих судебно-медицинского вскрытия в том порядке, как были выкопаны. Трупы были пронумерованы и уложены в несколько рядов. Около домика доктора Бутца в разных местах уже лежало около двух десятков трупов, по-видимому, уже обследованных доктором. На ветвях деревьев и кустов висели части военной формы, снятой с трупов. (…) Нам была предоставлена полная свобода действий, и беседы с представителями местного населения происходили без всякого контроля со стороны немцев. Местные жители полностью подтверждали немецкую версию как о том, что Козьи Горы — давно известное место казни, так и о том, что польские офицеры были расстреляны большевиками. |

В конце 1943 — начале 1944 гг., после освобождения Смоленщины, в районе работали две советские комиссии — комиссия НКВД-НКГБ и комиссия Бурденко. Последняя вновь эксгумировала могилы, обвинив в совершении убийств немецкие войска. Подробнее см. Катынский расстрел.

## Создание Катынского мемориала

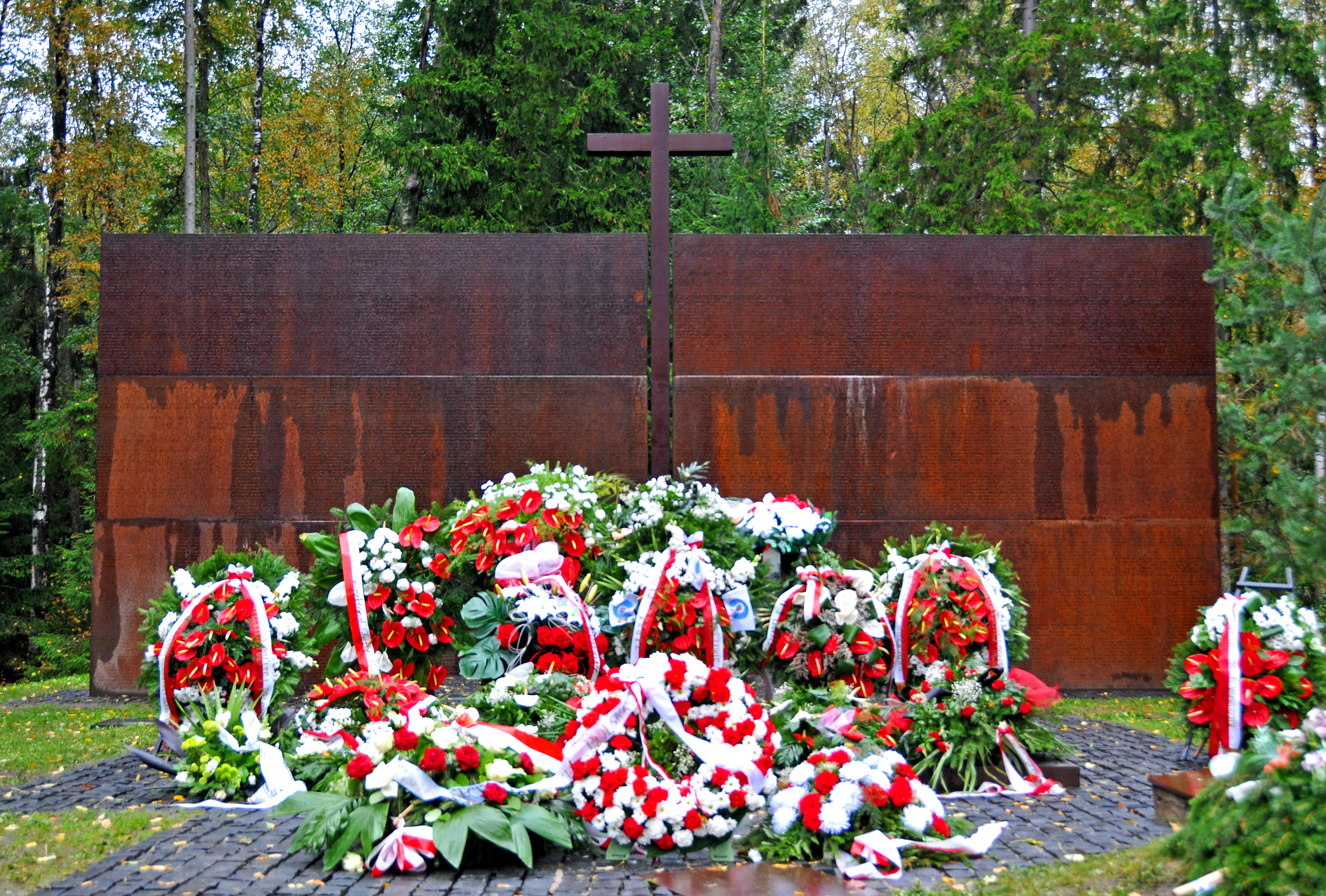
Памятник в мемориальном комплексе «Катынь»

В 1978 году польское захоронение было обнесено кирпичной изгородью, внутри установлены две стелы с надписью: «Жертвам фашизма — польским офицерам, расстрелянным гитлеровцами в 1941 г.»
В 1983 году был установлен памятный знак на предполагаемом месте гибели советских военнопленных, расстрелянных гитлеровцами.
В 1989 году на могиле был установлен деревянный православный крест, место захоронения освящено.
В 1990 году польское захоронение посетил президент Польши Войцех Ярузельский, и на могилах был установлен деревянный католический крест.
В 1994—1995 годах исследование могил в Катыни проводили польские эксперты. Были восстановлены могилы, уничтоженные комиссией Бурденко, и найдено новое, неизвестное ранее захоронение; одновременно было вскрыто и исследовано несколько советских захоронений. Значительное число советских захоронений было найдено в следующем году представителями общества «Мемориал»; всего к 1996 г. было известно 150 советских захоронений.
19 октября 1996 года было издано правительственное постановление за подписью Виктора Черномырдина «О создании мемориальных комплексов советских и польских граждан — жертв тоталитарных репрессий в Катыни (Смоленская область) и Медном (Тверская область)».
В 1998 году была создана дирекция Государственного Мемориального Комплекса «Катынь», с 1999 г. началось строительство самого мемориала (открыт 28 июля 2000).

## Версия о наличии в Катынском лесу пионерского лагеря
В конце 1943 г. в Смоленске и Катыни работала «Комиссия по предварительному расследованию так называемого Катынского дела», состоявшая из высокопоставленных сотрудников НКВД и НКГБ во главе с наркомом госбезопасности Меркуловым и зам.наркома внутренних дел Кругловым. В документе, составленном этой комиссией, приводятся показания, данные местными жителями сотрудникам «органов», и представленные им же справки смоленских организаций, из которых следует, что до войны проход в лес был свободен, режим же секретности был введен именно при немцах.
В частности, присутствует справка о наличии в Козьих Горах пионерского лагеря Смоленской промстрахкассы и показания ученика ремесленного училища, утверждавшего, что отдыхал в этом лагере в 1941 году. Эти утверждения были затем воспроизведены в «Сообщении» комиссии Бурденко.
В 1990-х г. на допросе в Главной военной прокуратуре уцелевшие свидетели комиссии Меркулова-Круглова отказались от своих показаний, заявив, что они были добыты с помощью угроз, и подтвердив, что видели в 1940 году этапируемых в Катынь поляков. Свидетельница Алексеева, описывавшая подробности якобы производившихся при немцах расстрелов, 31 января 1991 г. также заявила, что о расстрелах в Катыни при немцах ничего не знает, однако 12 марта при предъявлении ей прежних показаний вновь подтвердила их — как полагают исследователи, из страха.